# Miroslav Blaťák
Miroslav Blaťák (* 25. Mai 1982 in Gottwaldov, Tschechoslowakei) ist ein tschechischer Eishockeyspieler, der zuletzt bis November 2015 bei Sewerstal Tscherepowez in der Kontinentalen Hockey-Liga unter Vertrag stand.

## Karriere
Miroslav Blaťák begann seine Karriere als Eishockeyspieler beim HC Zlín, für den er von 1999 bis 2006 in der Extraliga aktiv war. In dieser Zeit erreichte er mit seiner Mannschaft 2002 den dritten Platz in den Playoffs und wurde 2005 Vizemeister, sowie 2004 erstmals in seiner Laufbahn Tschechischer Meister. Zudem wurde er im NHL Entry Draft 2001 in der vierten Runde als insgesamt 129. Spieler von den Detroit Red Wings ausgewählt, für die er allerdings nie spielte. Nachdem er in der Saison 2006/07 für Mora IK aus der schwedischen Elitserien auf dem Eis stand, erhielt der Tscheche im Sommer 2007 einen Vertrag bei Salawat Julajew Ufa, mit dem er 2008 Russischer Meister wurde. 
In den folgenden Jahren spielte er ununterbrochen für Ufa, ehe er im Mai 2013 vom HK Awangard Omsk verpflichtet wurde. Mit Omsk gewann er 2014 den Nadeschda-Pokal, ehe er zur Saison 2015/16 von Sewerstal Tscherepowez verpflichtet wurde.

### International
Für Tschechien nahm Blaťák an der U18-Junioren-Weltmeisterschaft 2000 sowie der U20-Junioren-Weltmeisterschaft 2002 teil.

## Erfolge und Auszeichnungen
- 2004 Tschechischer Meister mit dem HC Hamé Zlín
- 2005 Tschechischer Vizemeister mit dem HC Hamé Zlín
- 2008 Russischer Meister mit Salawat Julajew Ufa
- 2011 Gagarin-Cup-Gewinn mit Salawat Julajew Ufa

### International
- 2010 Goldmedaille bei der Weltmeisterschaft
- 2012 Bronzemedaille bei der Weltmeisterschaft

## KHL-Statistik
(Stand: Ende der Saison 2010/11)